# Ропотан Андрій Григорович
Ропота́н Андрій Григорович (нар. 2 грудня 1961, Долинське, Ананьївський район, Одеська область, УРСР) — лікар акушер-гінеколог вищої кваліфікаційної категорії, науковець, кандидат медичних наук (2017), депутат Хмельницької міської ради VI скликання, головний лікар Хмельницького міського перинатального центру (2006).

## Біографія
- 1985 — з відзнакою закінчив лікувальний факультет Одеського медичного інституту ім. М. І. Пирогова.
- 1986—1989 — після проходження інтернатури — лікар акушер-гінеколог Старосинявської центральної районної лікарні Хмельницької області.
- 1989—1991 — клінічна ординатура на кафедрі акушерства та гінекології № 3 Київського медичного інституту ім. О. О. Богомольця.
- 1991—1993 — лікар акушер-гінеколог Хмельницького міського пологового будинку.
- 1993—2001 — завідувач фізіологічного акушерського відділення Хмельницького міського пологового будинку.
- 2001—2002 — завідувач відділення лікування невиношування вагітності Хмельницького міського пологового будинку.
- 2002—2004 — завідувач відділення екстрагенітальної патології Хмельницького міського пологового будинку.
- 2004—2006 — заступник головного лікаря з лікувальної роботи Хмельницького міського пологового будинку.
- З 2006 — головний лікар Хмельницького міського пологового будинку, який у 2007 році перетворено на Хмельницький міський перинатальний центр.

## Наукова діяльність
З самого початку трудової діяльності Андрій Григорович Ропотан широко запроваджував нові методики обстеження, лікування та оперування, сучасні перинатальні технології, отримані під час навчання на курсах у провідних інститутах та акушерсько-гінекологічних центрах,.
Брав участь у багатьох конгресах, з'їздах, симпозіумах, науково-практичних конференціях з акушерства та гінекології в Україні та за кордоном.
Автор 2 раціоналізаторських пропозицій та більше 10 наукових статей,.
Співавтор винаходу «Спосіб діагностики спроможності рубця на матці після кесарева розтину у жінок з природним розродженням» (патент на корисну модель № 9203 від 15.09.2005).
За час перебування А. Г. Ропотана на посаді головного лікаря, збільшено кількість ліжок у стаціонарних відділеннях центру, відкрита ДНК-лабораторія, відділення виходжування новонароджених.
З урахуванням останніх світових досягнень, в перинатальному центрі щороку впроваджуються нові методи обстеження та лікування,.
Хмельницький міський перинатальний центр є базою для підготовки лікарів-інтернів і студентів медичних училищ області з акушерства та гінекології,.

## Громадська діяльність
Засновник благодійної організації «Хмельницький обласний благодійний фонд Ропотана Андрія Григоровича»,,.
Обирався депутатом Хмельницької міської ради VI скликання (2010—2015).

## Нагороди та відзнаки
Професійна на громадська діяльність Андрія Григоровича неодноразово відзначалась почесними грамотами Міністерства охорони здоров'я України, Хмельницької обласної державної адміністрації, Хмельницької обласної та міської рад,.